# Gerhard Wilbrand Lennich
Gerhard Wilbrand Lennich (* vor 1725; † nach 1804) war Bürgermeister von Bochum.
Lennich war der Enkel des Bürgermeisters Johan Anton Lennich, welcher auf dem Freihof am Bongardtor wohnte.
1743 war Lennich der zweite Bürgermeister von Bochum. 1763 kam er in den Besitz des Stoothof.
Von 1764 bis 1772 war er dann als erster Bürgermeister an der Spitze der Stadt. Als zweiter Bürgermeister führte Johann Conrad Jacobi weiter die Geschäfte. Lennich nahm am 1. Juni 1772 die Stelle eines königlichen Oberamtmanns in Reinenberg (Rheinberg) an. Eine von ihm dort besiegelte und unterschriebene Urkunde ist erhalten.
Um 1796 erwarb er das Haus Bönninghausen in Eickel und verbrachte dort seinen Ruhestand.
Im Jahre 1804 entschloss sich dann Lennich zum Verkaufe der „Sohlstätte“ des Bongardshofes nebst dem daneben gelegenem Häuschen, dem „Brinkhoffkotten“ und den beiden dahinter gelegenen Gärten für 3400 Rthlr. an die katholische Kirchengemeinde.